# ناتالي داوست
ناتالي داوست هي مصورة كندية، ولدت في 31 مارس 1977 في مونتريال في كندا.

## وصلات خارجية
- الموقع الرسمي